# Рангеи
Ра́нгеи (лат. Rangea) — род ископаемых листообразных организмов, представители эдиакарской фауны.

## Морфология
Типовой вид — Rangea schneiderhoehoni (рангея Шнайдерхохна) — небольшой (до 15 см) двусторонне-симметричный организм, напоминающий лист папоротника. Через каждые 4—5 мм от центральной оси под углом 40—50° отходят ветви, от которых, в свою очередь, под углом 45—55° ответвляются маленькие вторичные ветви, образуя структуру стёганного одеяла.
Внешне рангея очень сходна с чарнией.

## Классификация
По данным сайта Fossilworks, на ноябрь 2016 года в род включают 2 вымерших вида:
- Rangea schneiderhoehoni Gürich, 1929 — Рангея Шнайдерхохна
- Rangea siberica Sokolov, 1972

### Синонимы
Ещё 4 описанных вида синонимизированы или перенесены в другие роды:
- Rangea arborea Glaessner, 1959 = Charniodiscus arboreus (Glaessner, 1959)[5]
- Rangea brevior Gürich, 1933 = Rangea schneiderhoehoni Gürich, 1929
- Rangea grandis Glaessner & Wade, 1966 = Charnia grandis (Glaessner & Wade, 1966)[6]
- Rangea longa (Glaessner & Wade 1966) = Charniodiscus longus Glaessner & Wade, 1966[7]

Второй вид, Rangea siberica, у некоторых систематиков перенесён в род Charnia.